# Johan de Meij
Johannes Abraham (Johan) de Meij (né le 23 novembre 1953 à Voorburg) est un chef d'orchestre, tromboniste et compositeur néerlandais. Sa plus célèbre composition est la symphonie le Seigneur des Anneaux, inspirée du roman du même nom de J. R. R. Tolkien. Son catalogue comprend des œuvres originales, des transcriptions d'œuvres symphoniques, des arrangements de musiques de films et de comédies musicales.

## Biographie
La carrière musicale de Johan de Meij commença quand il avait quinze ans au sein de l'Harmonie Forum Hadriani à Voorburg. À ce moment-là, il était l'élève de Anner Bijlsma Sr. et de Piet van Dijk au trombone et à l'euphonium. En 1976, il effectua son service militaire et intégra l'orchestre militaire Trompetterkorps der Cavalerie à Amersfoort. En 1977, après sa conscription, il joua de l'euphonium avec l'Orchestre d'harmonie professionnel d'Amsterdam.
En 1978, Johan de Meij commença ses études au Conservatoire Royal de La Haye avec Arthur Moore (trombone), avec Rocus van Yperen et Jan van Ossenbruggen (direction d'orchestre).
Son engagement dans l'ensemble Haags Koper, composé des musiciens de l'orchestre de chambre de la radio néerlandaise, de l'orchestre symphonique d'Utrecht, et de l'orchestre Residentie a été une étape importante de sa carrière. Cet orchestre jouait dans tout le pays et fréquemment à la radio.
Très vite, les arrangements de Johan de Meij pour orchestre n'ont plus été joués uniquement par l'Orchestre d'harmonie professionnel d'Amsterdam mais par de nombreux orchestres hollandais et étrangers.
Par la suite, il reçut des demandes variées d'arrangements pour orchestre. Sa première symphonie le Seigneur des anneaux a été jouée pour la première fois en 1988 par le Grand orchestre d'harmonie de la musique royale des Guides belges dirigé par Norbert Nozy. Le CD par l'orchestre militaire Koninklijke Militaire Kapel a rendu la symphonie célèbre. La symphonie est basée sur le roman de J. R. R. Tolkien; elle consiste en cinq mouvements, chacun illustrant un personnage ou un chapitre important du livre.
En 1989, la symphonie a été récompensée du prestigieux Prix international de composition Sudler à Chicago.
Johan de Meij est aujourd'hui un compositeur polyvalent et un musicien très actif. Il a joué dans des orchestres prestigieux comme le Dutch Brass Sextet. Actuellement, il est membre de l'Orchestre d'harmonie professionnel d'Amsterdam, de l'Orchestre de chambre de la radio néerlandaise et de l'Ensemble de Musique Contemporaine de Volharding.
Johan de Meij est régulièrement invité dans le monde entier en tant que chef d'orchestre et pour donner des cours de maître.

## Œuvres
- 1984-1988 Symphonie No. 1 "Le Seigneur des Anneaux"
  1. Gandalf
  2. Lothlorien
  3. Gollum
  4. Journey in the Dark
  5. Hobbits
- 1988 Loch Ness - A Scottish Fantasy
  1. The Lake At Dawn
  2. Slowly
  3. Inverness
  4. Storm
  5. Conclusion
- 1989 Aquarium opus 5
  1. Allegretto grazioso (Neon Tetra, Electric Eel et Angelfish)
  2. Andante / Adagio (Sea Horse et Zebrafish)
  3. Finale: Allegro giocoso (Guppy & Co.)
- 1990 Pentagram
- 1993 Symphonie No. 2 "The Big Apple" (A New York Symphony)
  1. Skyline - Allegro assai
  2. Interlude - Times Square Cadenza
  3. Gotham - Largamente, allegro agitato e nervoso
- 1995 Polish Christmas Music- Part 1 basé sur le chant de noël polonais Poklon Jezusowi; Mizerna, cicha; Aniol pasterzom mówil; Gdy sliczna Panna et Jam jest dudka
- 1996 T-Bone Concerto pour trombone solo et orchestre d'harmonie
  1. Rare
  2. Medium
  3. Well done
- 1997 Continental Overture
- 1998 La Quintessenza
  1. Introduzione
  2. Capriccio
  3. Arioso
  4. Alla Marcia
- 1999 Casanova pour violoncelle solo orchestre symphonique. Il s'agit d'un hommage musical à Giacomo Puccini. Récompensé du premier prix du Concours international de composition de Corciano en Italie.
  1. Prologo – Il Tema di Messer Grande
  2. Cadenza – Attos di Presentazione
  3. La Vita a Corte
  4. L'Arresto di Casanova
  5. Reminiscenze
  6. L'Evasione dai Piombi
  7. M.M. e C.C.
  8. Finale e Stretto: Il Trionfo dell'Amore
- 2000 "The Red Tower" inspirée du tableau du même nom (La Torre Rossa, 1913) du peintre italien Giorgio de Chirico. Récompensée du premier prix du Concours de composition du Sultanat d'Oman.
- 2002 The Venitian Collection
  1. Voice of Space (La Voix des Airs)
  2. The Red Tower (La Torre Rossa)
  3. Magic Garden (Zaubergarten)
  4. Empire of Light (L'Empire des Lumières)
- Klezmer Classics pour orchestre d'harmonie
  1. Mazltov
  2. Dem Trisker Rebn’s Nign
  3. Lomir Sich Iberbetn
  4. Chosidl
  5. Ma Yofus
- The Wind of the Willows pour orchestre d'harmonie
  1. The River
  2. Ratty and Mole
  3. Mister Toad
  4. The Return of Ulysses
- 2005 Extreme Make-Over inspiré de thèmes de Tchaïkovsky, commandée par l'EBBA pour les Championnats d'Europe de Brass Band 2005 de Groningen aux Pays-Bas.
- 2006 Symphonie No. 3 "Planet Earth"
  1. Lonely Planet
  2. Planet Earth
  3. Mother Earth
- 2007 Canticles pour Trombone basse et Orchestre d’Harmonie
- 2007 Festive Hymn
- 2008 Dutch Masters Suite
  1. The Night Watch (La Ronde de Nuit) d'après Rembrandt van Rijn (1606 - 1669)
  2. The Love Letter (La Lettre d’Amour) d'après Johannes Vermeer (1632 – 1675)
  3. Prince’s Day (Le Jour du Prince) d'après Jan Steen (1626 - 1679)
- 2012 Extreme Beethoven
- 2012 UFO Concerto
  1. Andante – Con motto
  2. Giocoso – Vivo
  3. Andante cantabile
  4. Vivace
  5. Alla Marcia – Vivace